# Adirondack Red Wings
Adirondack Red Wings – amerykański klub hokejowy z siedzibą w Glens Falls działający w latach 1979-1999. Klub występował w AHL.

## Sukcesy
- Puchar Caldera: 1981, 1986, 1989, 1992
- F.G. „Teddy” Oke Trophy: 1986, 1994